# Franco Mastantuono
Franco Mastantuono (Azul, 14 agosto 2007) è un calciatore argentino con cittadinanza italiana, centrocampista o attaccante del Real Madrid, della nazionale Under-20 argentina e della nazionale argentina.

## Biografia
In possesso della cittadinanza italiana, è figlio di Sofia Bruno, sociologa impiegata all’Istituto Nazionale di Tecnologia Agraria, e di Cristian Mastantuono, allenatore di calcio; entrambi i lati della sua famiglia hanno origini italiane, in particolare la famiglia paterna è originaria di Ripacandida, in Basilicata. Ha giocato a tennis fino all'età di otto anni.

## Caratteristiche tecniche
Di piede mancino, è un trequartista che può agire su tutto il fronte offensivo. Dotato di ottima tecnica individuale, è molto abile nei calci piazzati e nella visione di gioco. Ha dichiarato di ispirarsi a Lionel Messi.

## Carriera

### Club

#### River Plate
Nel 2019 si accasa al settore giovanile del River Plate e si trasferisce a Buenos Aires; nel 2023 firma il suo primo contratto da professionista e viene aggregato alla prima squadra.
Il 28 gennaio 2024 fa il suo esordio con la maglia del River Plate, nel pareggio per 1-1 contro l'Argentinos Junior allo stadio Monumentàl. L'8 febbraio trova la sua prima rete tra i professionisti, nella vittoria per 3-0 contro l'Excursionistas in Copa Argentina, diventando il più giovane marcatore nella storia dei Millonarios.

#### Real Madrid
Il 13 giugno 2025 viene annunciato il suo acquisto da parte del Real Madrid, con cui ha firmato un contratto di sei anni con decorrenza dal 14 agosto seguente.

### Nazionale
Il 5 giugno 2025 esordisce in nazionale maggiore nel successo per 0-1 in casa del Cile; al contempo diventa, all'età di 17 anni e 296 giorni, il più giovane esordiente in una partita ufficiale nella storia dell'Albiceleste battendo il precedente record di Adolfo Heisinger.

## Statistiche

### Presenze e reti nei club
Statistiche aggiornate al 14 agosto 2025.
| Stagione           | Squadra            | Campionato         | Campionato | Campionato | Coppe nazionali | Coppe nazionali | Coppe nazionali | Coppe continentali | Coppe continentali | Coppe continentali | Altre coppe | Altre coppe | Altre coppe | Totale | Totale |
| Stagione           | Squadra            | Comp               | Pres       | Reti       | Comp            | Pres            | Reti            | Comp               | Pres               | Reti               | Comp        | Pres        | Reti        | Pres   | Reti   |
| ------------------ | ------------------ | ------------------ | ---------- | ---------- | --------------- | --------------- | --------------- | ------------------ | ------------------ | ------------------ | ----------- | ----------- | ----------- | ------ | ------ |
| 2024               | River Plate        | PD                 | 24         | 1          | CA+CdL          | 1+9             | 1+0             | CL                 | 7                  | 1                  | SA          | 0           | 0           | 41     | 3      |
| gen.-ago. 2025     | River Plate        | PD                 | 12         | 4          | CA              | 1               | 1               | CL                 | 6                  | 2                  | SI+CmC      | 1+3         | 0           | 23     | 7      |
| Totale River Plate | Totale River Plate | Totale River Plate | 36         | 5          |                 | 11              | 2               |                    | 13                 | 3                  |             | 4           | 0           | 64     | 10     |
| 2025-2026          | Real Madrid        | PD                 | 0          | 0          | CR              | 0               | 0               | UCL                | 0                  | 0                  | SS          | 0           | 0           | 0      | 0      |
| Totale carriera    | Totale carriera    | Totale carriera    | 36         | 5          |                 | 11              | 2               |                    | 13                 | 3                  |             | 4           | 0           | 64     | 10     |

### Cronologia presenze e reti in nazionale
| Cronologia completa delle presenze e delle reti in nazionale ― Argentina | Cronologia completa delle presenze e delle reti in nazionale ― Argentina | Cronologia completa delle presenze e delle reti in nazionale ― Argentina | Cronologia completa delle presenze e delle reti in nazionale ― Argentina | Cronologia completa delle presenze e delle reti in nazionale ― Argentina | Cronologia completa delle presenze e delle reti in nazionale ― Argentina | Cronologia completa delle presenze e delle reti in nazionale ― Argentina | Cronologia completa delle presenze e delle reti in nazionale ― Argentina |
| Data                                                                     | Città                                                                    | In casa                                                                  | Risultato                                                                | Ospiti                                                                   | Competizione                                                             | Reti                                                                     | Note                                                                     |
| ------------------------------------------------------------------------ | ------------------------------------------------------------------------ | ------------------------------------------------------------------------ | ------------------------------------------------------------------------ | ------------------------------------------------------------------------ | ------------------------------------------------------------------------ | ------------------------------------------------------------------------ | ------------------------------------------------------------------------ |
| 5-6-2025                                                                 | Santiago del Cile                                                        | Cile                                                                     | 0 – 1                                                                    | Argentina                                                                | Qual. Mondiali 2026                                                      | -                                                                        | 84’                                                                      |
| Totale                                                                   |                                                                          | Presenze                                                                 | 1                                                                        |                                                                          | Reti                                                                     | 0                                                                        |                                                                          |

## Palmarès
- Supercopa Argentina: 1

River Plate: 2023